# 弗氏鋸尾鯊
弗氏鋸尾鯊（學名：Galeus friedrichi），又稱弗氏蜥鯊，為軟骨魚綱真鯊目猫鲨科鋸尾鯊屬的一個種，分布於中西太平洋菲律賓海域，深度可達550公尺，本魚體修長，頭部寬闊，鼻子中等長度且尖，大眼睛呈水平橢圓形，有瞬膜，下方沒有突出的脊。每隻眼睛後面都有一個氣孔。鼻孔很大，部分被前三角形皮膚瓣覆蓋。嘴巴寬而彎曲，嘴角周圍有相當長的皺紋，身體和尾鰭上沒有鞍狀或斑點圖案，單一脊椎骨40個、尾前椎骨83個，較同屬其他種類多，體長可達50公分，棲息在深海區，屬肉食性，卵生，生活習性不明。